# Bill Vazan
Bill Vazan, William "Bill" Vazan né le 18 novembre 1933 à Toronto est un artiste conceptuel canadien. Il vit et travaille à Montréal depuis 1957.

## Biographie
Son travail, couvre de multiples domaines de la création: films, photographies, sculptures et interventions dans le paysage. Il étudie d’abord à la Danforth Technical School puis à l’Ontario College of Art de Toronto avant d’aller se perfectionner à l’École nationale des beaux-arts de Paris. Dans les années 1960, Vazan se démarque par des projets d’envergure qui s’inscriront dans l’art conceptuel canadien : Canada in Parentheses (1969), en collaboration avec l’artiste vancouvérois Ian Wallace, Canada Line (1969-1970), reliant de manière virtuelle huit villes canadiennes, et Word Line (1969-1971), dont le tracé d’une ligne mondiale implique la participation de 25 galeries et musées dans 18 pays à travers le monde. Après avoir enseigné à l’Université Concordia de 1978 à 1982, il est professeur de sculpture à l’Université du Québec à Montréal de 1981 à 2010. il est cofondateur en 1971 de la galerie d’art Véhicule, Montréal ainsi que codirecteur de la galerie Optica, Montréal de 1980 à 1985. Bill Vazan est lauréat du prix Paul-Émile-Borduas en 2010 ainsi que du Prix du Gouverneur général en arts visuels et en arts médiatiques en 2016.
On retrouve les œuvres de Bill Vazan dans toutes les grandes collections publiques canadiennes et plusieurs grandes villes. Il est aussi représenté au Centre d’art contemporain d’Anvers, au Museum of Contemporary Art à Sydney, au Philadelphia Museum of ArtBill Vazan--walking into the vanishing point : art conceptuel, au Center of Creative Photography de l’University of Arizona et au MAC de l’Université de Säo Paulo.

## Expositions individuelles
- 2013: XXe siècle, Musée national des beaux-arts du Québec[6]
- 2009: Bill Vazan--walking into the vanishing point : art conceptuel, VOX, centre de l'image contemporaine[7]
- 2002: Soundings From The Water Planet, (selection) Deleon White Gallery, Toronto
- 2001: Ombres cosmologiques, Musée du Québec[8]
- 1999: Jumpgates 2000, Art Gallery of Peterborough
- 1997:  Complicité : Cambodge, 1997 , Espace 502, Montréal
- 1994:  Regard sur l’œuvre photographique 1981-1994. De l’autre côté du miroir, Musée d’art de Joliette
- Sculpture, Paintings and Photos, Galerie Dresdnere, Toronto
- 1993: Photowrite, Kibbutz Art Gallery, Tel-Aviv
- 1993: Bill Vazan : a cosmic dance, thunderstones, wererocks and shamanic drawings, 1987-1992, Agnes Etherington Art Centre, Queen’s University, Kingston[9]
- 1989: Art in the Park-ing Lot, Galerie Dresdnere, Toronto
- 1987: Landschemes & Waterscapes, Galerie d’art Centre Saidye Bronfman, Montréal[10]
- 1982: Unfolding & Heaping, 49e Parallèle, Centre d’art contemporain canadien / 49th Parallel,
- 1982: Canadian Contemporary Art Centre, New York
- 1982: Recent Works, Eye-Level Gallery, Halifax
- 1982: Mind Frames, White Water Gallery, North Bay
- 1982: Firefields, Struts Gallery, Sackville
- 1981:  Recent Land and Photoworks, Winnipeg Art Gallery; Norman MacKenzie Art Gallery, Regina; Art Gallery of Windsor
- 1980: Suites photographiques récentes et œuvres sur le terrain, Musée d’art contemporain,  Montréal (exposition itinérante)
- 1979:  Œuvres et documentation photographique, La Chambre blanche, Québec
- 1978-1980:  Recent Photoworks and Videotapes, Canada House Gallery, London, England; Centre culturel canadien, Bruxelles; Richard Demarco Gallery, Edinburg; Ulster Museum, Belfast; Art Gallery of Hull, England; Art Gallery of Winchester
- 1977: Visual Spheres : Photo Scannings, Galerie Gilles Gheerbrant, Montréal
- 1977: Œuvres planétaires, Galerie Shandar, Paris
- 1976: Centre culturel canadien, Paris
- Scannings, International Cultural Centre, Antwerp
- 1975: Obras recientes, CAYC, Centro de Arte y Comunicación, Buenos Aires, Argentine[11]
- 1975: Galerie Gilles Gheerbrant, Montréal
- 1975: Trajectoires solaires, Galerie d’art de l’Université de Sherbrooke
- 1974: Contacts, Musée d’art contemporain, Montréal
- 1974: Les Traces, Musée du Québec, Québec[12]
- 1972:  Topographies, Musée d’art contemporain, Montréal
- Champs de Force, Mezzanine Gallery, Nova Scotia College of Art, Halifax
- 1970:  Maps & Moving, A Space, Toronto
- 1969:  Taped Sculpture Court, Art Gallery of Ontario, Toronto
- 1968:  1 + 2 + 3, Galerie Libre, Montréal

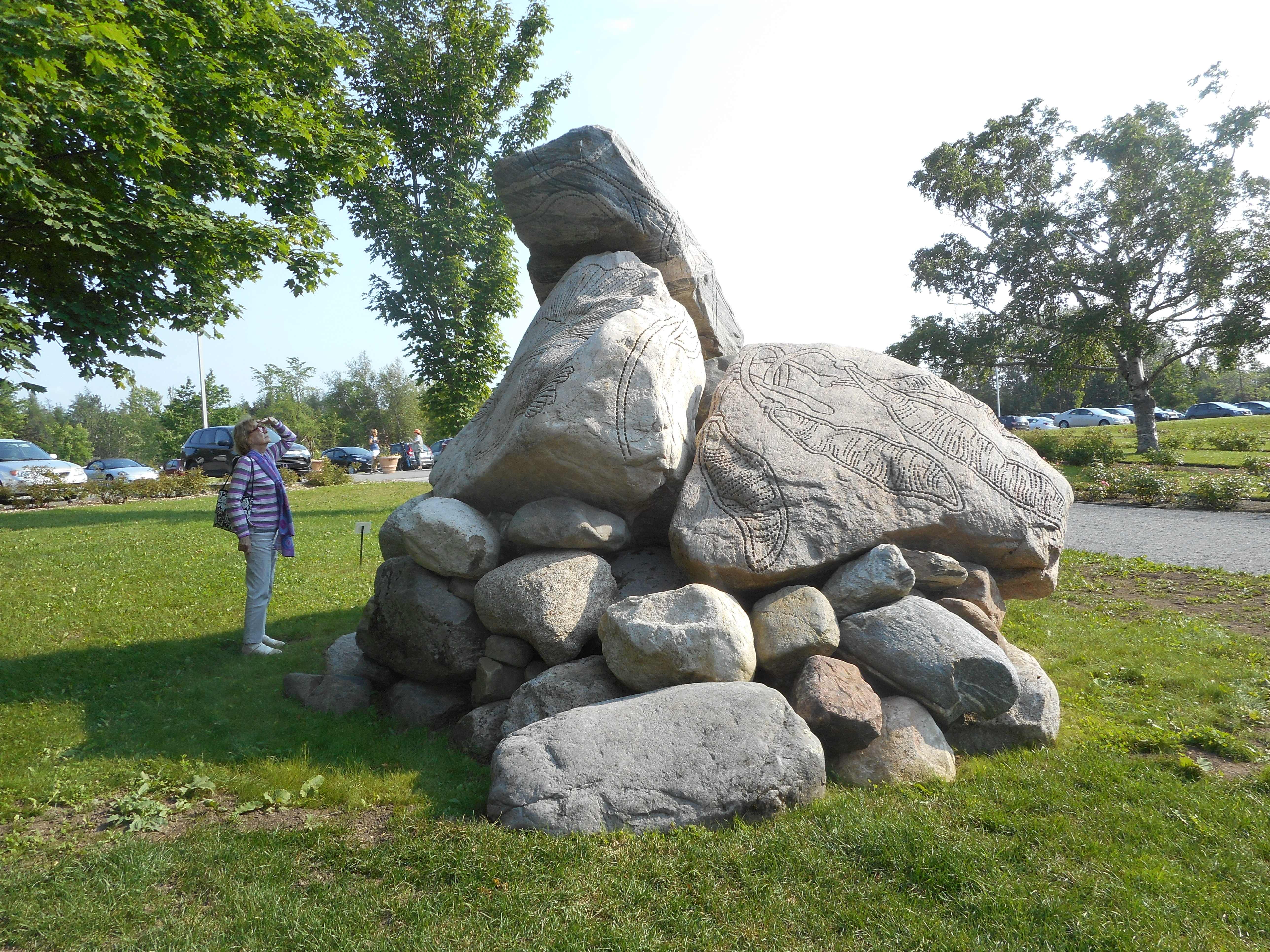
Mirages, 2002, Collection du Musée régional de Rimouski

## ProjetsLand art
- 2000: Two Tattoos,  Cataraqui Conservation Authority, Kingston
- 1999:  Esprits Littoraux, Colombie-Britannique, Alaska, Yukon, Territoires du Nord-Ouest
- 1998: Pictouglyph, New Glasgow, Nouvelle-Écosse
- 1997: Socle Circulaire, Gotland, Suède

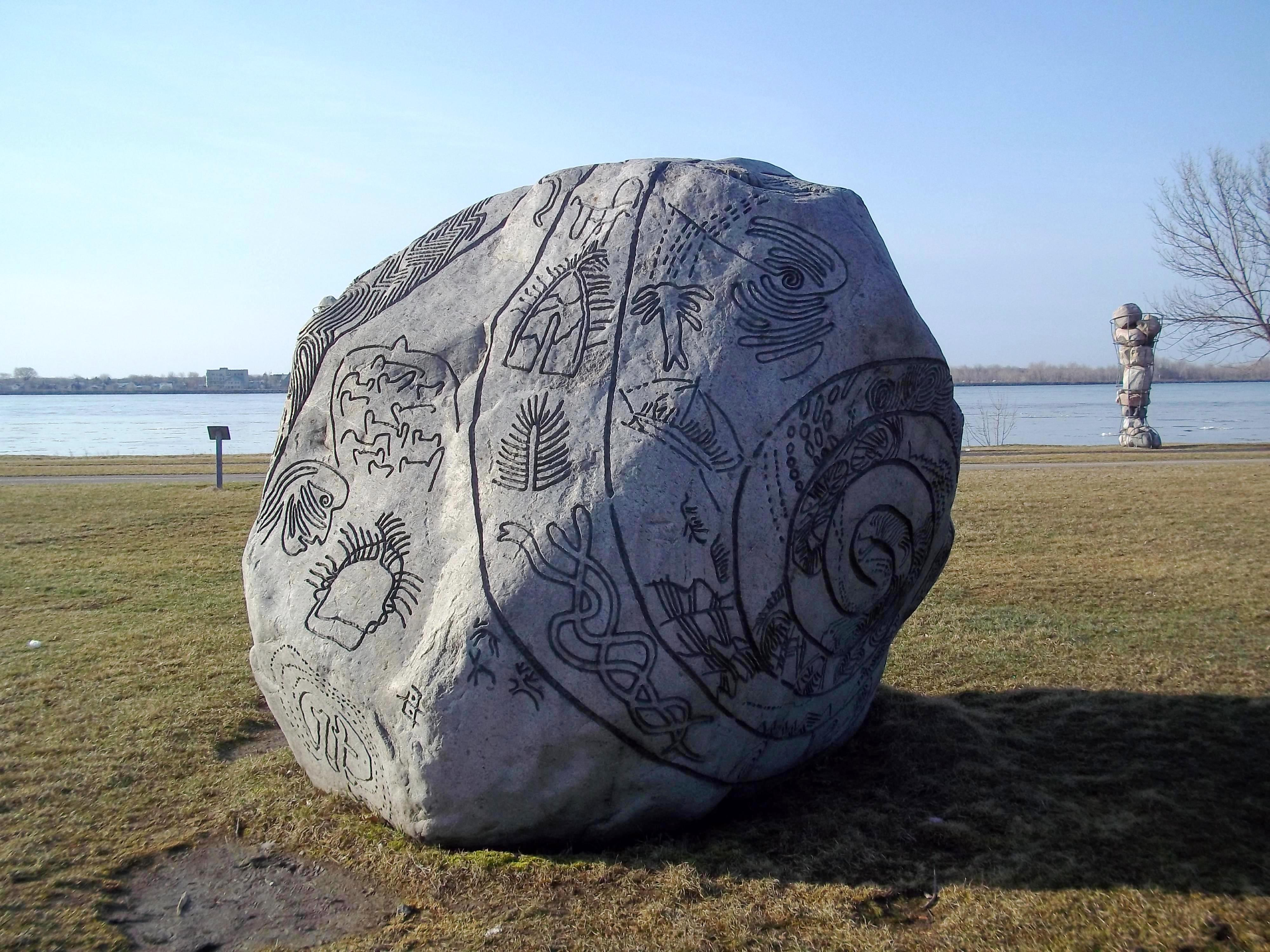
Story Rock, 1986, Arrondissement Lachine, Ville de Montréal

- Story Rock, 1986, Arrondissement Lachine, Ville de Montréal1996: Socle pour un Monde Parallèle, Phnom Penh, Cambodge
- 1995: Fish Walk, Art Gallery of Peterborough
- 1993: Mag Wheel #3, Utah, Nevada
- 1991: Batteurs, Aoufous, Maroc
- 1990: Lemberk Walk, Lemberk, Tchécoslovaquie
- Tendril, Détroit de Belle-Isle, Terre-Neuve
- 1989: Swoop, Tillamook, Oregon
- 1987: Tire Track, Sherbrooke
- 1985: Gardien de Bouddha, Fuji, Kyoto et Nara, Japon

- 1984-1986: 5 projets sur les plaines de Nazca, Pérou
- 1984: Osiris Re-dis-membered, Égypte

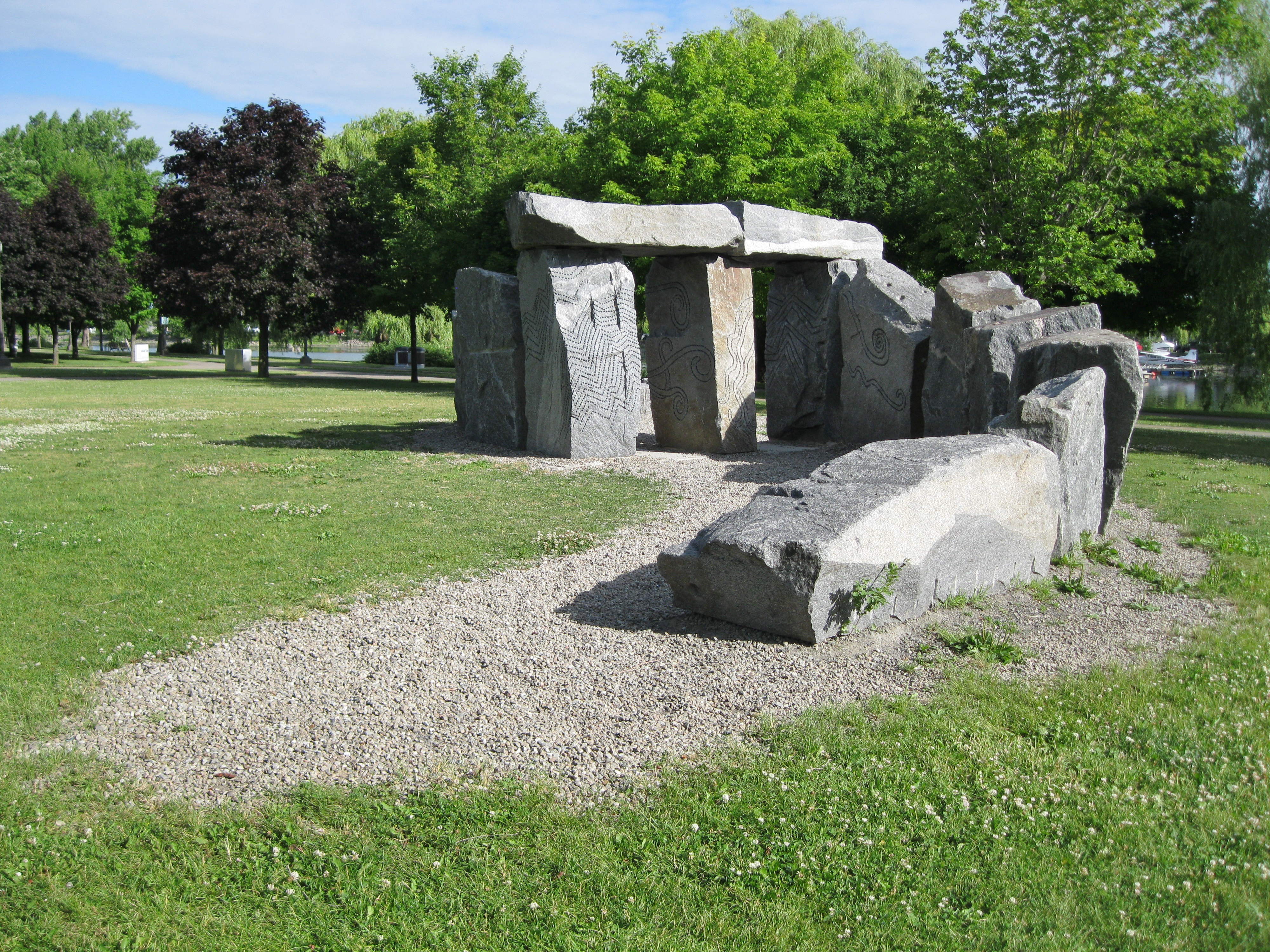
Vortexit II, 2009, Arrondissement Lachine, Ville de Montréal

- Vortexit II, 2009, Arrondissement Lachine, Ville de Montréal1984: La Dorsale Atlantique, Saint-Malo, France et Lévis (Québec)
- 1983: La Grande Tortue, Université du Québec à Chicoutimi
- 1982:  Harvest Goddess Afire, Struts Gallery et Mount Allison University, Sackville
- 1981: Moraine Beltings, Alberta College of Art, Calgary
- Wavings, Grange Park, Toronto
- 1979:  Pression/Présence, Plaines d’Abraham, Québec[13]
- 1976:  Indices migratoires, Artpark, Lewiston, New York
- 1971:  Worldline / Ligne mondiale, 25 lieux dans 18 pays[14],[15],[16]
- 1970:  Trans-Canada Line, 8 lieux au Canada, de Vancouver à St. John’s (Terre-Neuve)

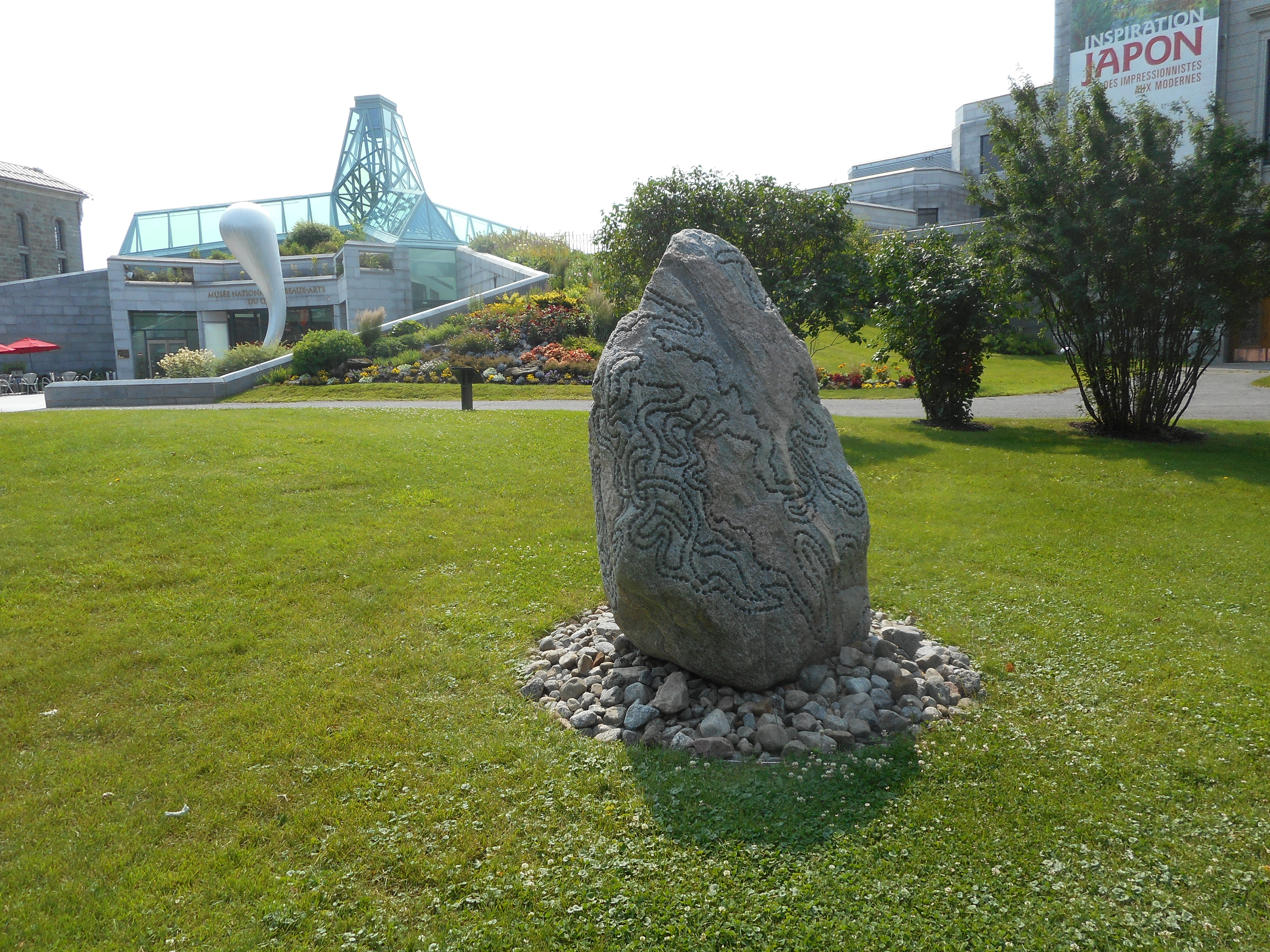
Event Horizon, 1989-1991, jardin de sculptures Julie et Christian Lassonde, Collection Musée national des beaux-arts du Québec

- Event Horizon, 1989-1991, jardin de sculptures Julie et Christian Lassonde, Collection Musée national des beaux-arts du Québec1969: Canada entre parenthèses, English Bay,Vancouver et Paul’s Bluff (Île-du-Prince-Édouard)
- 1967: Sand Imprints,  Wells, Maine
- 1963:  Rock Alignements and Pilings, Saint-Jean-de-Matha (Québec)
- 1957: Island Raft Project, Montréal